# Die Warschauer Zitadelle (1930)
Die Warschauer Zitadelle ist ein später deutscher Stummfilm aus dem Jahre 1930 von Jakob Fleck und Luise Fleck mit Michael Varkonyi und der Tänzerin La Jana in den Hauptrollen. Die Geschichte basiert auf dem Theaterstück Tamten von Gabriela Zapolska.

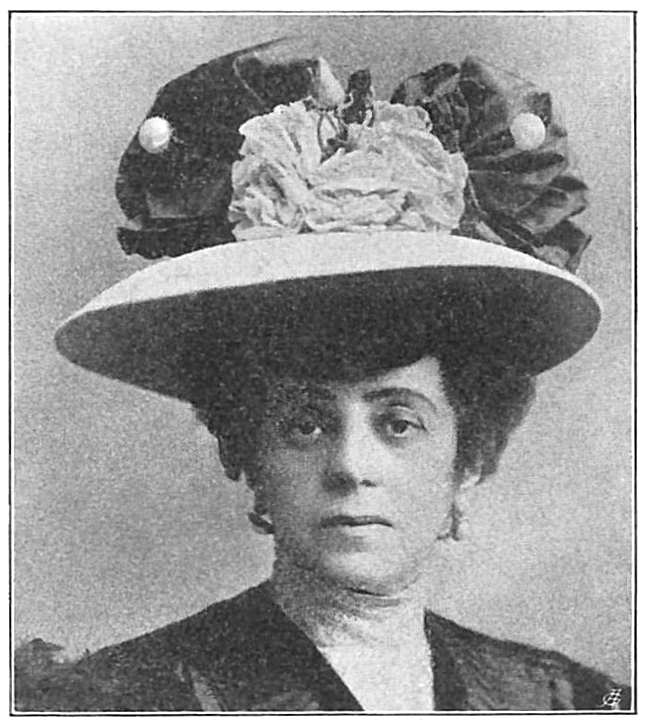
Schrieb die Vorlage: Gabriela Zapolska (1912)

## Handlung
Warschau zur Zeit des russisch Besatzungsregimes im 19. Jahrhundert. Der junge Student Boris Gorski, ein polnischer Patriot, hat sich den Revolutionären angeschlossen, die das Land vom zaristischen Joch befreien wollen. Er wurde daraufhin festgesetzt und für seine aufrührerischen Umtriebe in Haft genommen. Überraschenderweise setzt man ihn wieder auf freien Fuß. Russlands Geheimdienst will ihn nämlich instrumentalisieren und über ihn an wichtige Informationen bezüglich des polnischen Widerstands gelangen. Man setzt auf ihn eine Agentin an, die verführerische Tänzerin Vera Proskaja, die ihn ausspionieren soll. In Freiheit lernt Boris auch die Kommilitonin Sonja Lasotzka kennen, die Nichte des russischen Kommandanten von Warschau General Horn. Die beginnt Interesse für Boris zu entwickeln, was wiederum dem russischen Offizier Strelkoff, seines Zeichens Adjutant Horns, überhaupt nicht gefällt, hat er doch selbst ein Auge auf die Kommandanten-Nichte geworfen. Doch Oberleutnant Strelkoff hat notorisch Pech bei Frauen und fängt sich auch bei Sonja einen Korb ein. In einem Nachtlokal will er seinen Kummer ertränken und muss sehen, wie der verhasste Konkurrent Boris nun auch noch offensichtlich bei der hier auftretenden Vera, die mit Boris auftragsgemäß anbandelt, Erfolg hat.
Wütend zettelt Strelkoff eine Schlägerei an, doch als die Polizei auftaucht, ist Boris bereits verschwunden. Er wurde von Vera versteckt, denn ein in Gewahrsam genommener Aufrührer nützt ihr nichts als Quelle. Wieder nüchtern, ist Strelkoff bass erstaunt, als ihm Vera ihre bisherigen Erkenntnisse aus der Spionagetätigkeit gegen Boris vorlegt. Boris ahnt nicht, mit wem er sich eingelassen hat. Die Polizei weiß nun stets, was er gerade plant. Eine geheime Versammlung der Aufrührer gegen das russische Besatzungsregime wird von der Geheimpolizei gesprengt, Sonja verhaftet, aber, nachdem man erfährt, wer einem da ins Netz gegangen ist, sofort wieder freigelassen. Horn verstößt daraufhin seine Nichte, und Boris beginnt fortan Vera zu misstrauen. Strelkoff sieht den Moment gekommen, seinen Konkurrenten Boris ein für allemal loszuwerden. Durch eine Intrige gerät nicht nur Boris, sondern nunmehr auch Sonja in den Verdacht, Hochverrat begangen zu haben. Beide werden zum Tode verurteilt. Doch Vera erkennt die Hintergründe und legt, da sie in der Zwischenzeit Gefühle für den Polen entwickelt hat, die Täterschaft Strelkoffs offen. Dieser nimmt sich daraufhin entehrt das Leben. Das Todesurteil gegen Boris und Sonja wird aufgehoben, dennoch müssen beide Warschau verlassen und werden nach Sibirien verbannt.

## Produktionsnotizen
Gedreht im Februar 1930 im Berliner Grunewald-Atelier, passierte Die Warschauer Zitadelle die Filmzensur am 28. März 1930 und wurde am 28. Mai desselben Jahres in Berlins UFA-Theater Universum uraufgeführt. Der mit Jugendverbot belegte Neunakter besaß eine Länge von 2662 Meter. Von dem überwiegend stummen Film wurde auch eine Tonfassung im Nadelton-Verfahren hergestellt.
Die Filmbauten gestalteten Willi A. Herrmann und Herbert Lippschitz.
Die polnischen Behörden verboten dem deutschen Filmteam Originalaufnahmen von der Warschauer Zitadelle anzufertigen, da es zuvor heftige Proteste seitens der polnischen Schauspielerschaft gegeben hatte. Die Zitadelle musste deshalb im Studio nachgebaut werden.
2019 wurde eine restaurierte Fassung von Die Warschauer Zitadelle im Rahmen der Viennale wiederaufgeführt.
1937 entstand ein deutsches Tonfilmremake von Fritz Peter Buch.

## Kritiken
Die zeitgenössischen wie modernen Kritiken fanden durchgehend freundliche Worte für den Film. Nachfolgend sechs Beispiele:
Für die Wiener Allgemeine Zeitung war dies kurz ein „starker, wirkungsvoller Film.“.
Wiens Illustrierte Kronen-Zeitung sah hier einen „der besten der jetzt laufenden stummen Filme“ und meinte, Hauptdarsteller Varkonyi sei „ein guter Boris Gorski, wirkt aber zu unpersönlich. Seine Partnerin, die blonde Hilde [sic!] Rosch, und Ludwig [sic!] Hardt als Intrigant, machen ihre Sache sehr gut. Das größte Lob verdient die reizende Tänzerin La Jana, die neben ihrer natürlichen Anmut auch erstaunliches schauspielerisches Talent besitzt.“.
Im Neuen Wiener Journal befand, das Ehepaar Fleck habe Zapolskas Stück filmisch „behutsam aber wirkungsvoll“ umgesetzt. Weiters heißt es dort: „Viktor Vakony [sic!] … leiht dem Studenten die bezaubernde Frische seiner Persönlichkeit, … La Jana brilliert nicht nur als Schauspielerin, sondern auch als Tänzerin.“.
Das Linzer Tagblatt befand: „Es ist klar, daß jeder Zuseher mitgerissen wird, vom tiefsten Mitleid erfüllt wird für die Opfer der Gewaltherrschaft und mit Haß gegen die Gewaltigen. Dieser Film zeigt auch, daß die Liebe doch immer wieder die stärkste Macht ist. – Die Darsteller sind alle großartig.“.
In einer neueren Betrachtung heißt es auf viennale.at: Hier „bleibt der politische Konflikt Kulisse, Hauptaugenmerk liegt auf den Protagonisten, deren Interaktion im Spiel von Kontrolle und Kontrollverlust über den jeweils eigenen Körper inszeniert wird. Die Eleganz der filmischen Erzählung ergibt sich dabei durch außergewöhnliche Stilelemente wie einer Figurenausleuchtung, die sich an Techniken zeitgenössischer Hollywoodproduktionen orientiert, oder Szenenüberblendungen, die teils durch Rückspulen und Doppelbelichtung des Films in der Kamera erzeugt wurden, und damit ohne den Verlust an Bildqualität auskommen.“.
Cinema Austriaco verwies darauf, dass es sich hierbei um einen „der reifsten Filme des Paares“ Fleck handeln würde. Präzisierend heißt es: „Dabei wirkt die Kamera des Ehepaars Fleck agiler denn je. Und sie versucht, viel auf den Hollywood-Regieansatz zu verweisen, vor allem, was die Figuren und ihre besondere Beleuchtung angeht (besonders beeindruckend ist in dieser Hinsicht der Moment, in dem die charmante La Jana in der Rolle der russischen Spionin einen verführerischen Tanz aufführt). Elegante Körper und bedeutende Nahaufnahmen werden zu den Protagonisten dieses wichtigen Die Warschauer Zitadelle. Ein Film, der vor allem durch seine stilistische Eleganz, die flinken Kamerabewegungen und das tadellose, romantische und schmerzhafte Drehbuch auffällt.“.